# Ленинка (Липецкая область)
Ле́нинка — деревня в Задонском районе Липецкой области. Входит в состав Хмелинецкого сельсовета.

## Население
| 2010 |
| ---- |
| 5    |

## Улицы
В деревне имеется одна улица — Луговая.